# 64式81mm迫撃砲
64式81mm迫撃砲（ろくよんしき81ミリはくげきほう）は、陸上自衛隊の迫撃砲。

## 概要
アメリカ製のM29 81mm 迫撃砲を元に国産化されたもので、製造は豊和工業が行った。

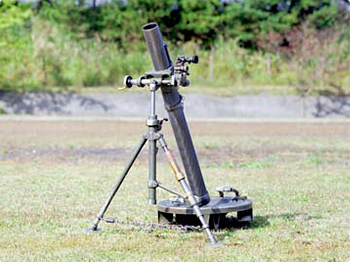
64式81mm迫撃砲

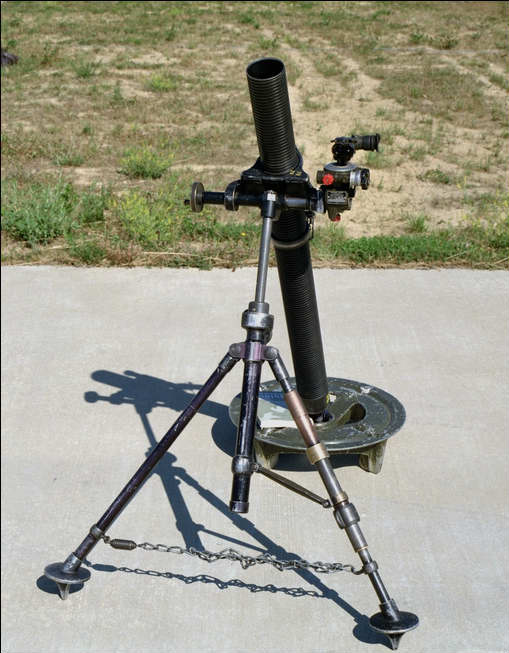
原型となったアメリカ製M29迫撃砲

主に普通科中隊の迫撃砲小隊に配備されており、中隊に対して間接照準による直掩火力を提供する。従来は警察予備隊創設時にアメリカ軍から供与されたM1 81mm 迫撃砲が使用されてきたが、本砲はこれと比べて大幅に軽量化されており、底板を円形とするなど全周囲射界も備えていた。
砲身部外側には放熱のための溝が切られており、これにより砲身の空冷却が促進されて継続的な射撃が迅速に可能であったと言われていた。
より軽量化されるとともに射程も延伸されたL16 81mm 迫撃砲による更新が進められ、現在では退役した。少なくとも2000年頃までは、北海道の部隊で運用されていたとされる。

## 諸元・性能
出典: 防衛庁 (1960年11月21日). “仮制式要綱 64式81mm迫撃砲 XB 2003”. 2003年5月7日時点のオリジナルよりアーカイブ。2015年12月22日閲覧。
諸元
- 種別: 迫撃砲
- 口径: 81mm
- 砲身長: 1,294mm
- 重量: 約52.0kg

性能
- 俯仰角: 40度-85度
- 最大射程: 約3,000m（弾薬M43A1，6号装薬） / 約3,550m（弾薬M43A1，8号装薬）
- 発射速度: 18発/分（持続）,30-35発/分（最大）

砲弾・装薬
- 弾薬: 米軍制式81mm迫撃砲用弾薬